# ГЕС Таваскан
ГЕС Таваскан (ісп. Tavascan) — гідроелектростанція на північному сході Іспанії, в регіоні Каталонія. Є найпотужнішою у складі гідровузла у сточищі річки Ріу-де-Льядорре (верхня течія Ріу-де-Кардос, що через Ногера-Пальяреса, Сегре та Ебро належить до басейну Балеарського моря), яка дренує південний схил Піренеїв.
Станція складається із двох частин — Верхній Таваскан та Нижній Таваскан. Перша використовує напір у 882 метри, який створюється при роботі з розташованими на місці озер льодовикового походження високогірними водоймами Ромедо де Байкс та Сертаскан (лежать біля витоків правих приток Ріу де Льядорре — Ріу де Ромедо та Ріу де Сертаскан відповідно). Для підняття їх рівня не потребувалось значних споруд, так, останнє водосховище об'ємом 18 млн м3 утримується основною гравітаційною греблею висотою 7,5 метра та довжиною 54 метри та бічною висотою 4,9 метра та довжиною 10 метрів. Від Ромедо де Байкс (знаходиться на рівні 2006 метрів НРМ) прокладено дериваційний тунель довжиною 8,8 км, який по дорозі приймає воду з розташованого західніше та дещо вище Сертаскан (2250 метрів НРМ). У завершальній точці на висоті 1980 метрів він переходить у напірну шахту довжиною 1,4 км, що веде до підземного машинного залу.
Нижній Таваскан працює при значно нижчому напорі — 246 метрів — на воді із водосховища Граус, створеного на Ріу де Таваскан (ще одна права притока Ріу де Льядорре) за допомогою гравітаційної греблі висотою 26 метрів та довжиною 100 метрів, на спорудження якої знадобилось 15 тис. м3 матеріалу. Окрім прямого стоку, воно поповнюється із водозаборів на Ріу де Льядорре та Ла-Ногерра-де-Вальферрера (ліва притока першої, точніше її нижньої течії Ріу-де-Кардос). Загальна довжина водозабірного тунелю від греблі Ла Фарга на Ла-Ногерра-де-Вальферрера через долину Боаві (Ріу де Льядорре) до водосховища Граус становить 13,2 км. Вода із Граус подається до того ж згаданого вище підземного машинного залу.
Основне обладнання Верхнього Таваскану складають дві турбіни типу Пелтон потужністю по 57 МВт, тоді як Нижній Таваскан має одну турбіну типу Френсіс потужністю 32 МВт. За рік Верхній Таваскан виробляє 73 млн кВт·год електроенергії, а Нижній Таваскан — 67 млн кВт·год.
Відпрацьована вода відводиться у сховище Таваскан, створене на Ріу де Льядорре гравітаційною греблею висотою 31 метр та довжиною 57 метрів, на спорудження якої потребувалось 12,6 тис. м3 матеріалу, звідки спрямовується на нижній ступінь гідровузла ГЕС Льяворсі.
Станція керується дистанційно з диспетчерського центру в Лериді.
Варто відзначити, що водосховища Граус та Ромедо де Байкс використовуються для роботи ГАЕС Монтамара.